# コンスタンチン・コンスタンチノヴィチ・サラジェフ
コンスタンティーン・コンスタンティーノヴィチ・サラーヂェフ（ロシア語: Константи́н Константи́нович Сара́джев / Konstantin Konstantinovich Saradzhev, 1900年 – 1942年?）は、ロシアの鐘撞き・作曲家で音楽理論家。
指揮者でヴァイオリニストのコティック・サラジェフを父に持ち、ピアノを学習したものの、7歳で教会の鐘の力強い音色に強い愛着を覚えて、鐘の演奏の専門家になった。サラジェフは「超人的な聴覚の鋭さ」で知られており、それぞれの振動数の違いによって「モスクワの教会の400ある鐘の音すべてを識別することができた」。
ロシアの鐘の複雑な微分音程を駆使していくつかの《鐘の交響曲》を作曲したが、ソ連では作曲者自身を満足させるほどの演奏が難しかった。1930年にハーヴァード大学に招かれて、チャールズ・リチャード・クレーンがロシアで購入したダニーロフ修道院の鐘を、ローウェル・ハウスに設置するのを手伝った際、アメリカ合衆国で《鐘の交響曲》が上演できないかと考えた。期待が破れ、彼の奇行に周囲の疑惑が持ち上がると、発狂してモスクワに送還された。モスクワで書いた本『チャイム（Muzyka-kolokol ("Music-bell")）』は、紛失しており、1941年に収容先の精神病棟で亡くなったものと信じられている。マリーナ・ツヴェターエワの姉妹アナスタシアは、1977年にコンスタンチン・サラジェフについての回想録を出版した

## 註
1. 1 2  Elif Batuman, "The Bells," The New Yorker, April 27, 2009, pp. 26.
2. ↑  Reminiscences of K.K. Saradzhev
3. ↑  Anastasia Tsvetaeva, Skaz o zvonare moskovskom.